# TV Girl
TV Girl – amerykański zespół indie pop z San Diego, Kalifornia, składający się z wokalisty Brada Peteringa, perkusisty Jasona Wymana oraz keybordzisty Wyatta Harmona.
Zespół wydał pierwsze trzy EP-ki w 2010, 2011 i 2013 roku i mixtape w 2012 roku. W 2014 roku ukazał się ich debiutancki album studyjny, French Exit. W 2016 roku wydali drugi album studyjny, Who Really Cares, a później ukazały się jeszcze dwa albumy studyjne, Death of a Party Girl (2018) i Grapes Upon the Vine (2023). Również w latach 2018-2024 wydali trzy albumy kolaboracyjne, Maddie Acid's Purple Hearts Club Band (wraz z Maddie Acid; 2018), Summer's Over (wraz z Jordana; 2021) i Fauxllennium (wraz z George'em Clantonem; 2024)
W 2022, zespół zdobył większą popularność za pomocą aplikacji TikTok, na której największą popularność zdobyły szczególnie piosenki, "Lovers Rock" z albumu French Exit oraz piosenki "Not Allowed", "Cigarettes Out the Window", "Taking What's Not Yours" z albumu Who Really Cares, wchodząc na listy przebojów w wielu krajach pod koniec 2023 roku, kilka lat po ich wydaniu.

## Członkowie

### Obecni członkowie
- Brad Petering – główny wokal, sample, produkcja, okazjonalna gitara (od 2010), bass (2010-2014)
- Wyatt Harmon – keyboardy (od 2013)
- Jason Wyman – perkusja (od 2013)

### Byli członkowie
- Trung Ngo – wokal, keyboardy, gitara (2010–2013)
- Joel Williams – wokale (2010–2013)
- Dan Komin – bass, gitary (2013–2014)

### Koncertowi członkowie
- Zoe Zeeman – bass (od 2022)
- Jordana Nye – bass, chórki wokalne (od 2021)

## Dyskografia

### Albumy studyjne
- French Exit (2014)[4]
- Who Really Cares (2016)[5]
- Death of a Party Girl (2018)[6]
- Grapes Upon the Wine (2023)[7]

### Mixtape'y
- The Wild, The Innocent, The TV Shuffle (2012)

### Albumy kolaboracyjne
- Maddie Acid's Purple Hearts Club Band (wraz z Madison Acid; 2018)
- Summer's Over (wraz z Jordana; 2021)
- Fauxllennium (wraz z George'em Clantonem; 2024)[8]

### Albumy demo
- Blurry Girls (Demos, Unreleased Songs, and Other Ephemera) (2012)[9]

### Minialbumy
- TV Girl (2010)
- Benny and the Jetts (2011)
- Lonely Women (2013)
- The Night In Question: French Exit Outtakes (2020)

### Wyprodukowane albumy
- Posthumous Release (wykonawca: Coma Cinema; 2013)[10]
- Ace of Tre (wykonawca: Varial Hee; 2023)